# Улица Радищева (Екатеринбург)
У́лица Ради́щева (до 1919 года — Отряси́хинская) расположена в жилом районе «Центральный» города Екатеринбурге между переулком Щедрина и пересечением улиц Белореченской и Гурзуфской. Пересекает территорию Ленинского и Верх-Исетского административных районов города. Направлена с запада на восток, общая протяжённость улицы — 2300 м. Современное название было дано улице в честь поэта и писателя А. Н. Радищева.

## История и достопримечательности
Отрясихинская улица являлась одной из улиц Купецкой слободы на отрезке между улицей Харчевниковой, где стоял кабак «Отряси-нога», и Уктусской «першпективной» дорогой. В 1730-е годы улица формировалась вдоль русла ручья Ключик, её застройка видна на плане города 1743 года. Позднее в южном направлении от Отрясихинской улицы появилась Хлебная площадь, на месте которой сейчас находится Дендрологический парк. Здесь же стоял дом Шамшурина (памятник деревянного зодчества XVIII века, снесён в 1930-е годы при строительстве гаража облисполкома). Западная часть улицы застраивалась преимущественно в первой половине XIX века с подъёмом на Московскую горку, где на Отрясихинскую улицу выходила южная граница Коковинской площади.
На современной улице Радищева находятся памятники архитектуры: усадьбы В. С. Ваганова с двумя особняками (один из них построен по проекту архитектора В. Коновалова), Л. Ф. Блинова (архитектор М. Л. Реутов), И. И. Воронцова. Застройка участка улицы Радищева между улицами Московской и Белореченской-Гурзуфской началась в 1960-х годах. На улицу выходят территории Центрального рынка и Ивановского кладбища. С улицей Карла Маркса её соединяет Сплавной мост.
- Перекрёсток с улицей Хохрякова
- Мемориал Героям революции и Гражданской войны
- Вид на восток от улицы Сакко и Ванцетти
- Доходный дом купца Первушина
- Усадьба купца Ваганова